# Gama (Kolumbia)
Gama – miasto w Kolumbii, w departamencie Cundinamarca.